# Арии
А́рии (авест. airya-, др.-инд. ā́rya-, др.-перс. ariya-), также индоиранцы или устар. ари́йцы — название народов, говорящих на языках арийской (индоиранской) группы индоевропейской семьи, происходящее от самоназвания исторических народов Большого Ирана и северо-западной части Древней Индии (II—I тыс. до н. э.). Языковая и культурная близость этих народов заставляет исследователей предполагать существование изначальной праарийской общности (древних ариев), потомками которой являются исторические и современные иранские и индоарийские народы.
В лингвистике под ариями (или индоиранцами) имеются в виду только две группы индоевропейцев: все народы, говорящие на языках индоарийской группы, и все ираноязычные народы. Прародина ариев, по некоторым предположениям, располагалась между реками Днестр и Урал (ямная культура).

## Этимология
Термин arya впервые был перенесён в современные европейские языки в 1771 году как Aryens французским индологом Абрахамом-Гиацинтом Анкетилем-Дюперроном, который сравнил греческий arioi с авестийским airya и названием страны Иран. Немецкий перевод работы Анкетиля-Дюперрона привел к появлению немецкого термина Arier в 1776 году. Санскритское слово ā́rya переведено как «благородный» в переводе Уильяма Джонса 1794 года индийских законов Ману, а английское слово Aryan (первоначально Arian) появилось несколько десятилетий спустя, сначала как прилагательное в 1839 году, затем как существительное в 1851 году.
Для этнонима *a/āri̯a- предполагается возведение к индоевропейской форме *ar-i̯-o-, отражённой, по всей вероятности, также в др.‑ирл. aire «знатный», «свободный» и др.-сканд. (рунич.) arjōstēʀ «знатнейшие». Последние слова, однако, никогда не использовались в качестве этнонима, в то время как в языках индоиранских (арийских) народов помимо значения «благородный» слово имело ярко выраженную этническую коннотацию, противопоставлявшую ариев («своих людей») окружающим чужим народам — др.-инд. anā́rya-, авест. anairya- «не-арий», «чужак». Кроме того, начиная с 1980-х годов руническую надпись N KJ72 читают как asijosteʀ «любимые», «избранные» и не связывают с ариями.
Предлагались различные версии происхождения *ar-i̯-o-, начиная от уже оставленных в академических кругах версий XIX века: от глагола «передвигаться» (то есть «кочевник») или от глагола «пахать» (то есть «земледелец»). В 1938 году Паулем Тиме была выдвинута получившая в своё время широкое распространение и критически переосмысленная Э. Бенвенистом этимология *ar-i̯-o- как «проявляющий гостеприимство» по отношению к *ari (др.-инд. arí «друг», «враг», «чужестранец»).
Данная гипотеза подтверждается наличием др.-инд. aryá- (←*ari̯a-) «господин», «хозяин дома», прямо соответствующего иранским вариантам этнонима (с кратким а-). При этом древнеиндийский вариант с долгим ā- (ā́rya-) можно трактовать как вриддхи-форму от aryá-, то есть «член союза домохозяев-aryá, в котором проявляется взаимное гостеприимство». С этим соотносится и такое важное общеарийское обожествляемое понятие как *ari̯aman- (др.-инд. aryaman-, авест. airyaman-) — Арьяман, букв. «арийство», божество дружбы, гостеприимства и свадьбы.
Др.-инд. arí «друг» (но и «враг» как «чужак»), по всей видимости, имеет параллели в хетт. ara- («товарищ») и с арм. ari («ари» — «мужественный»). Для этого слова Семереньи предполагал ближневосточный источник (ср. угар. ′arj «родственник», «товарищ»).
Между тем, В. М. Иллич-Свитыч, опираясь на то, что сама морфология слова не соответствует индоевропейской структуре (начальное a- вместо ожидаемого ларингала *He-, наличие двух сонантов подряд), выводил пра-и.е. *ar-i̯-o- напрямую из семитских языков (ср. др.-евр. ḥōrim‬ «знатные», «свободнорождённые» и др., корень ḥ-r-r «освобождать»).

## В индоиранскую эпоху
В древнюю эпоху у ариев термин *a/āri̯a- (арий/арья) был основным надплеменным этнонимом, обозначавшим у индоиранских народов совокупность арийских племён, с которыми они ощущали родство и непосредственную этническую связь. Широко применялся термин также и в лингвистическом смысле: арийский язык — родной язык индоиранцев. Между тем, исторические свидетельства бытования этнонима относятся ко времени после распада индоиранского единства. Поэтому для индоиранской этнонимии характерно с одной стороны исключение из охвата этнонимом арья окружающих народов такого же арийского происхождения.

## В Индии

### В Ведах
Для ведийской литературы характерно использование ārya- в качестве общего этнонима всех арийских племён, исповедовавших ведийскую религию и противопоставленных anārya- «неарий», dasyu-, dāsa «враги-аборигены» (дасы), mleccha- «варвар». В значении «благородный» он объединял три «дваждырождённых» варны (брахманы, кшатрии и вайшьи), противопоставленные шудрам как неарийской по происхождению варне. В значении «народ» им обозначались преимущественно вайшьи (то есть «простой люд») в противопоставление брахманам и кшатриям.
В Ригведе этноним упоминается 36 раз в 34 гимнах. Арийский мир в Ригведе охватывает прежде всего Sapta Sindhavaḥ (Семиречье, реки Пенджаба) и объединяет 5 больших племён: Anu, Druhyu, Yadu, Turvaśa и Pūru. В эпоху более поздних Вед центр индоариев смещается к востоку, в нынешнюю Харьяну, где возвышается племя Bhārata. Значение слова ārya- всё больше связывается с ведийским религиозным культом, появляется понятие vratya- («отступники») — группы людей арийского происхождения, не придерживающиеся всех установлений Вед.

### В эпоху смрити
В более поздней санскритской литературе появляется понятие Арьяварты (Āryāvarta, «страна ариев»), сердце брахманистской цивилизации. Согласно Законам Ману, Арьяварта простирается от Гималаев до гор Виндхья и от восточного моря до западного, то есть охватывает Северную Индию от долины Инда до Бенгалии и прежде всего междуречье Ганга и Джамны.
Если для эпохи Ригведы западная граница арийского мира неясна и, возможно, некоторые из перечисленных в этом памятнике арийских племён относились скорее к близкородственным иранским народам, то в эпоху смрити западные народы (иранцы) уже не рассматривались в качестве соотечественников и к ним не применялось обозначение арии.
Сам термин ārya- на протяжении эпического периода продолжает употребляться в этническом значении («благородный дваждырождённый индиец»), хотя его значение всё больше смещается в этико-религиозную сторону, начиная с Рамаяны и Махабхараты эпитет арья (ārya-) означает прежде всего «благочестивый», «достойный» и прилагается к разным персонам в зависимости от их поведения и образа жизни.

### В буддизме
В буддийской литературе ārya (пали ariya) в значении «благородный», «святой» употребляется даже чаще, чем в индуистской. Буддистское учение часто именуется ariyassa dhammavinayo «благородная дхарма и виная», четыре благородные истины — cattāri ariyasaccāni («четыре арийские истины»), восьмеричный путь — ariyamagga («арийский путь»), сами буддисты — ariyapuggala («арийские люди»), а их противники — anārya («неарии»). В некоторых текстах говорится, что ārya dharma (учение Будды) было проповедано всем: ариям (ārya), дасью, дэвам, гандхарвам и асурам.

## В иранском мире

### В древнеиранскую эпоху
В Авесте широко используется имя (airya-) в качестве этнической самоидентификации создателей памятника: airyanąm «из ариев» (о стрелке Эрехше), airyå daiŋʹhāwō «арийские страны», airyābyō pāδaēbyō «от арийских мест», airyō.šayanəm «обиталище ариев» и др., а также легендарный airyanəm vaējō «Аирьяна Ваэджо», «Эранвеж» (ср. также название горы airyō.xšuθa- «арийское удовлетворение»).
Не совсем ясно, какой именно круг народов включался в ариев. Михр-яшт, 13-14 включает в Аирьошаяну (обиталище ариев) шесть стран: Ишкату и Поуруту (в горах Гиндукуша), Моуру и Харою (Мерв и Герат), Гава-Сугду и Хваиризем (Согдиана и Хорезм). Видевдад 1 перечисляет 16 «наилучших стран», начиная с Аирьяна Ваэджо, не именуя правда их прямо «арийскими». В них включаются и некоторые области Западной Индии. С другой стороны, в Авесте уже встречается перечисление пяти «народов»: ариев (airya-) — самоназвание создателей Авесты — и противопоставленных им туирьев (tūirya-), саиримов (sairima-), саини (sāini-) и дахов (dåŋha-), при этом последние четыре также относятся к ираноязычным (то есть арийским) народам. Из этого авестийского концепта в дальнейшем выросло противопоставление Ирана (то есть земли ариев, см. ниже) и Турана.
В древнеперсидских надписях этноним ariya- используется в трёх контекстах:
- арийский — название языка надписей Дария I в Бехистуне (древнеперсидского)
- «арий» (ariya), «арийского рода» (ariya-čiça) — этническое происхождение Дария (Накш-е Рустам)
- Ахура Мазда, бог ариев — в эламской версии Бехистунской надписи.

Древним грекам также было известно общее название иранских народов: «арии» (ἄριοι) — о мидийцах, «арийский (ἄρειον) род» — о магах и их пастве. Из греческих источников известно также прилагательное *aryāna- (авест. airyana-) «арийский», «ариец»: Ἀρειανοί— народ, к которому принадлежал Зороастр, Ариана (Ἀριανή) (страна ариев, Иран), например у Страбона:

«Название Ариана распространяется на часть Персии и Мидии, а также на бактрийцев и согдийцев на севере; ибо они разговаривают на почти одном и том же языке, однако с небольшими различиями».

### В среднеиранскую эпоху
Кушанский царь Канишка в составленной на бактрийском языке Рабатакской надписи называет сам язык надписи «арийским» (αριαο).
Представление об ариях как этнической общности пережило парфянский период (династия Аршакидов), что видно из парфянских версий надписей Сасанидов, где царь именуется šāhān šāh aryān «царь царей ариев (MLKYN MLKʾ ʾryʾn)», хотя сведений, что так себя называли сами Аршакиды, нет.
В среднеперсидском языке этноним ариев развивался с эпитезой: *arya- > *airya- > ēr (ʾyr), множ. числ. ērān (ʾyrʾn) «иранцы», «благородные». При этом к этнической коннотации добавляется религиозная, ēr по сути становится синонимом слову weh(dēn) «следующий Благой (Вере)», «зороастриец», противопоставленным термину anēr «неарий», «незороастриец». Ранние Сасаниды именуют себя ēr māzdēsn (ʾyr mʾzdysn) «арий, почитатель Мазды».
При этом Сасаниды выносят вперёд политическое значение этнонима и впервые формулируют идею «Иранской империи» — парф. aryānšahr (ʾryʾnḥštr), ср.перс. ērānšahr (ʾylʾnštr) < др. иран. *aryānām xšaθra- «Царство ариев», именуя себя «царь Эрана и Анерана» (ариев и неариев) — ср.перс. šāhān-šāh Ērān ud Anērān (MLKʾn MLKʾ ʾyrʾn W ʾnyrʾn), др.-греч. βασιλεύς βασιλέων ἀριανων. Термин Эран (совокупность ариев, арийские земли) широко используется в новой титулатуре чиновничества, в топонимах, в религиозной и политической пропаганде.
В эту эпоху на другом конце ираноязычного мира, в южнорусских и северокавказских степях, «ариями» именует себя другой иранский народ — аланы (*alān < др.иран. *aryāna-). Подобно тому, как сасанидские иранцы не считали «ариями» незороастрийские иранские народы, в частности, аланов, сами аланы также распространяли этот древний этноним только на самих себя.

## Список арийских стран
В священной книге зороастрийцев Авесте в Мехр-яште (Yt. 10.14), где описывается регион, населённый ариями, содержится список — стран «Аирьяшаяны» (авест. airiiō.šaiiana-) — «обиталища ариев». Он содержит шесть стран, распределённых по трём парам:
- Ишката и Поурута (авест. Iškatəm «вершина», авест. Pourutəm-ca «гора», ср. санскр. पार्वती pārvatī-) — район хребта Кохи-Баба в центральном Гиндукуше и область Гор в верховьях Герируда.
- Моуру и Харою (авест. Mourum Hārōiiūm) — Маргиана и Герат[англ.]
- Гава-Сугда и Хваиризем (авест. Gaom-ca Suγδəm, Xvāirizəm) — Согдиана и Хорезм.[31]

## Современные рефлексы
Ни один из современных индоиранских народов уже не называет себя ариями и на уровне традиционной культуры в целом не осознаёт арийского происхождения и родства со всеми арийскими народами на почве общеарийского наследия. Сохранившиеся вторичные производные от этого корня в качестве этнонимов редки, большинство индоиранских народов именуют себя локальными или племенными названиями.

### В нуристанских языках
В нуристанских языках, локальных языках архаичных племён Пригиндукушья, рефлексы этнонима *ari̯a- неизвестны. Более того, не совсем ясно, именовали ли себя ариями ариоязычные предки нуристанцев.

### В Индии
В Индии сохраняется книжное («учёное») употребление санскр. ārya- в религиозном значении «благочестивый», «придерживающийся дхармы», иногда используемое (под западным влиянием) в националистическом смысле, например, в названии основанного в 1875 г. общества Арья-самадж.
Живое употребление бывшего этнонима сохранилось, по иронии судьбы, в Южной Индии, населённой дравидоязычными (то есть неариоязычными) народами в форме пали ayya — уважительном обращении к человеку.

### В иранском мире
Сасанидский концепт «Арийского царства» (ērānšahr) находит продолжение в современном названии страны Иран (перс. ایران‎ [ʔiˈɾɒn]), тадж. Эрон). Последнее было принято как официальное только в 1935 году. До этого имя Иран бытовало как неофициальное название обширного этнокультурного региона (так называемый «Большой Иран»), что прежде всего поддерживалось популярностью национального иранского эпоса Шах-наме (X в.), где описывается противостояние оседлого Ирана и кочевого Турана, продолжающих авестийские airya- и tūirya-.
От имени Ирана происходит самоназвание современных жителей страны: ایرانی [ʔiˈɾɒni]) перс. آریا‎ [ʔɒrjɒ]) «арий».
Рефлекс аланского (то есть «арийского») самоназвания в виде «аллон» сохранилось у осетин только в нартском эпосе и других жанрах национального фольклора. Предполагаемое иногда как рефлекс *arya- самоназвание осетин-иронцев (ир, ирæттæ), как считал В. И. Абаев, имеет субстратное происхождение и никак не связано с ариями. Однако с точки зрения В. Ф. Миллера, чья этимология была поддержана Я. Харматтой, Г. Бейли, Р. Шмиттоми А. Кристолем, осетинский этноним восходит к др.-иран. arya. В свою очередь Дж. Чёнг, соглашаясь с Абаевым в отношении критики этимологии Миллера и развивая позицию Р. Бильмайера, сопоставляет ир с древнеиранским uira (человек, мужчина), авест. vira «мужчина, воин», согдийским wyr (мужчина, муж), ягнобским vir и др.-инд. vira «мужчина, герой».

### В финских языках
По мнению финского лингвиста А. Й. Йоки, в финских языках слово orja, означающее раба, происходит из авестийского airya- «ариец, арийский». Предполагается, что в данном случае произошло изменение значения с «иноплеменник, чужак» на «раб».

## «Арийская раса»
В начале XIX века было установлено родство большого числа языков, получивших название индоевропейские, был выявлен ряд общеиндоевропейских мифов. В связи с этим слово арии в трудах европейских исследователей XIX века было ошибочно принято за самоназвание всех древних индоевропейцев.
Французским литератором Артюром де Гобино была разработана «арийская» расовая теория. Гобино считал высшей расой «белую», а в рамках неё на первое место ставил «арийцев». Эта идея получила широкое распространение в XX—XXI веках в рамках национал-социализма, неонацизма и неоязычества. С конца XX века «арийская» идея получила развитие в рамках фолк-хистори. В среде современных сторонников идеи «арийцы» чаще именуются «арии», что может вызывать путаницу с историческими ариями.
Идея основана на представлении о том, что первоначальные носители индоевропейских языков (праиндоевропейцы) и их потомки до настоящего времени составляют особую расу или подрасу европеоидной расы. Первоначальными «арийцами» считаются древние народы, принадлежавшие к «нордической расе», а наиболее «расово чистыми» современными «арийцами» — соответственно их наиболее «чистые» потомки или народы, лучше других сохранившие «арийский дух». «Арийцы» рассматриваются как культуртрегеры, распространители высокой культуры и основатели великих цивилизаций древности и современности. Это представление связано с распространённой идеей о тесной связи духовного (культурного) с физическим, которая служит одним из важнейших компонентов расовых теорий и расизма.
В научной литературе идея «арийской расы» классифицируется как псевдонаучная, в частности, псевдоисторическая. Термин смешивает лингвистическую и антропологическую характеристики: в современной лингвистике арийскими называются только индоиранские языки, во времена возникновения термина так именовались индоевропейские языки вообще. Носители как тех, так и других не обладают общими физическими свойствами и не образуют какой-либо отдельной расы. Реальный антропологический облик первоначальных носителей индоевропейских языков (праиндоевропейцев) неизвестен, поскольку нет общепринятой точки зрения о месте и времени их существования. Нет доказательств превосходства «арийской расы», существования высокоразвитой «арийской цивилизации», распространения «нордической расой» культуры и цивилизации и вообще связи развития культуры и цивилизации с определённой расой. Напротив, имеющиеся научные данные говорят об иных путях миграций и распространения цивилизации. Так, народы, создавшие древнейшие цивилизации, антропологически были далеки от «нордидов», а миграции на их территории индоевропейских племён (часто также далёких от представителей «нордической расы») не сыграли решающей роли в дальнейшем развитии. Исторические арии, действительно обладавшие развитой культурой, являются предками только индоиранских народов, то есть они являются не предками или потомками германцев, славян, кельтов, армян и т. д., а народами, имевшими с ними общих предков в лице древних индоевропейцев.